# Dean Pullar
Dean Pullar (Melbourne, Australia, 11 de mayo de 1973), también llamado Dean Pichler, es un clavadista o saltador de trampolín australiano especializado en trampolín de 3 metros, donde consiguió ser medallista de bronce mundial en 1998 en la prueba sincronizada.

## Carrera deportiva
En el Campeonato Mundial de Natación de 1998 celebrado en Perth (Australia), ganó la medalla de bronce en la prueba de trampolín de 3 metros sincronizado, con una puntuación de 305 puntos, siendo su pareja Shannon Roy; quedaron tras la pareja china (oro con 303 puntos) y los alemanes (plata con 308 puntos).
Y en los Juegos Olímpicos de 2000 celebrados en Sídney ganó el bronce en los saltos sincronizados desde el trampolín de 3 metros, tras los chinos y rusos, siendo su compañero de equipo Robert Newbery.